# La Chapelle-Felcourt
 La Chapelle-Felcourt  es una comuna y población de Francia, en la región de Gran Este, departamento de Marne, en el distrito y cantón de Sainte-Menehould.
Su población en el censo de 1999 era de 73 habitantes.
Está integrada en la  Communauté de communes de la Région de Sainte-Menehould .

## Demografía
| 112 | 142 | 88 | 76 | 60 | 73 |
| Para los censos de 1962 a 1999 la población legal corresponde a la población sin duplicidades (Fuente: INSEE [Consultar]) |     |    |    |    |    |